# Darwin Barney
Pour les articles homonymes, voir Barney.
Darwin James Barney (né le 8 novembre 1985 à Portland, Oregon, États-Unis) est un joueur de deuxième but de la Ligue majeure de baseball.

## Carrière

### Cubs de Chicago

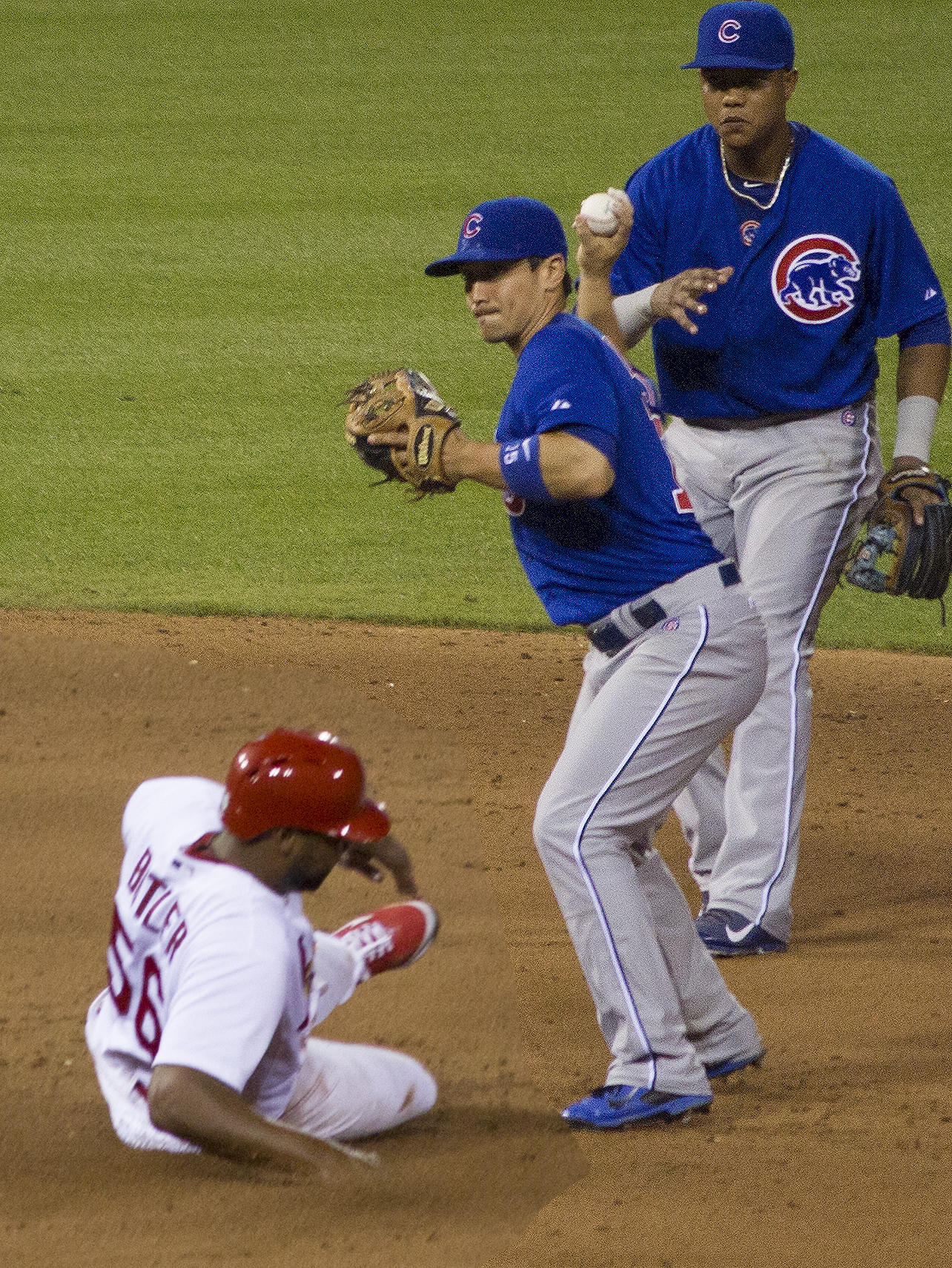
Darwin Barney en possession de la balle lors d'un match des Cubs en mai 2014.

Joueur à l'Université d'État de l'Oregon, Darwin Barney est repêché en quatrième ronde par les Cubs de Chicago en 2007. 
Il joue son premier match dans les majeures avec cette équipe le 12 août 2010. Il réussit son premier coup sûr en carrière le 16 août, un double aux dépens du lanceur Kevin Correia des Padres de San Diego. Principalement employé comme joueur d'arrêt-court dans les ligues mineures, Barney obtient son premier rappel des Cubs après l'échange qui envoie le joueur de deuxième but Mike Fontenot à San Francisco. C'est donc autant au deuxième coussin qu'à l'arrêt-court que Barney joue à ses débuts pour Chicago. Il dispute 30 matchs pour les Cubs en 2010.
Barney est nommé recrue par excellence du mois d'avril 2011 dans la Ligue nationale de baseball grâce à un premier mois de saison régulière où il frappe pour ,326 de moyenne au bâton avec 14 points produits et 15 points marqués. Il frappe son premier coup de circuit en Ligue majeure le 25 avril 2011 aux dépens du lanceur Esmil Rogers, des Rockies du Colorado. Barney dispute 143 matchs en 2011 pour Chicago et occupe le poste de deuxième but, puisque les Cubs comptent dans leurs rangs le joueur étoile Starlin Castro à l'arrêt-court. Barney maintient une moyenne au bâton de ,276 avec deux circuits et 43 points produits. Il frappe 23 doubles et 6 triples et marque 66 points. Il termine au 7e rang du vote désignant la recrue de l'année 2011 dans la Ligue nationale.
En 2012, Barney gagne le Gant doré du meilleur joueur de deuxième but défensif de la Ligue nationale et le Prix Fielding Bible du meilleur deuxième but défensif des majeures. En offensive, il frappe 139 coups sûrs pour une moyenne au bâton de ,254 et en 156 matchs joués établit de nouveaux sommets personnels de circuits (7), de points produits (44), de points marqués (73) et de doubles (26).
Sa moyenne au bâton dégringole à ,208 en 141 parties jouées en 2013. Il frappe 7 circuits, récolte 41 points produits et marque 49 fois.
Barney joue ses 72 premiers matchs avec Chicago en 2014 et frappe pour ,230 avec deux circuits, 16 points produits et 18 points marqués.

### Dodgers de Los Angeles
Le 28 juillet 2014, les Cubs échangent Barney aux Dodgers de Los Angeles contre un joueur à être nommé ou plus tard ou une compensation financière. Barney est initialement destiné à un rôle de réserviste chez les Dodgers, qui comptent déjà sur Dee Gordon au deuxième but et Hanley Ramírez à l'arrêt-court.

### Blue Jays de Toronto
Le 13 septembre 2015, les Dodgers transfèrent Barney aux Blue Jays de Toronto contre un montant d'argent ou un joueur à être nommé plus tard. Comme la transaction se produit tardivement dans la saison, Barney n'est pas éligible pour participer aux séries éliminatoires avec Toronto.
Après 3 saisons chez les Blue Jays de 2015 à 2017, il rejoint en février 2018 les Rangers du Texas.